# Vladimir Kovine
Temple de la renommée russe : 2014
Vladimir Aleksandrovitch Kovine (forme de la transcription du russe en français de son patronyme original en alphabet cyrillique russe : Владимир Александрович Ковин) né le 20 juin 1954 à Gorki est un joueur professionnel de hockey sur glace russe.

## Carrière
Il commença sa carrière avec le Torpedo Gorki, en élite soviétique. Il joue pour cette équipe de 1974 à 1989, participe à 548 matches et inscrit 174 buts. Il recevra également 570 minutes de pénalités. Kovine sera célèbre notamment pour ses performances aux côtés de Aleksandr Skvortsov et Mikhaïl Varnakov. 
En 88/89, il rejoint la France et joue pour le club de Reims. Il joue sous les couleurs des flammes bleues de 1988 à 1994. Il deviendra ensuite entraîneur du club pour la formation des jeunes et occupe toujours ce poste.
En 94/95, il est entraineur/joueur pour l'ASG Tours.
En 1984, il est intronisé au Temple de la renommée du hockey russe.

## Numéro de jeu
- Vladimir Kovine porte le numéro 10 lorsqu'il joue au Torpedo Gorki. Un maillot à son nom et son numéro est accrcoché sous le toit du Palais des Sports de Nijni-Novgorod.
- Lors de la Coupe Canada de 1976 il porte le numéro 12, puis il joue avec le numéro 9 lors de la Challenge Cup de 1979, enfin son nom sera ancré au numéro 31, malgré un numéro 22 lors des championnats du monde de 1985 en Tchécoslovaquie.

- Il joue avec le numéro 25 lors des Super Series de la saison 1979-1980 pour le CSKA.

- A Reims, Kovine porte toujours le numéro 10. Il sera d'ailleurs retiré et un maillot portant son nom et son numéro sera étendu dans la patinoire Bocquaine de Reims, puis à la patinoire Albert 1er à la suite de la destruction de cette dernière, pour ses services rendus au hockey rémois.

## Statistiques

### En saison régulière
| Saison    | Équipe        | Ligue              |    | Saison régulière | Saison régulière | Saison régulière | Saison régulière | Saison régulière |   | Séries éliminatoires | Séries éliminatoires | Séries éliminatoires | Séries éliminatoires | Séries éliminatoires |
| Saison    | Équipe        | Ligue              | PJ | B                | A                | Pts              | Pun              | PJ               | B | A                    | Pts                  | Pun                  |                      |                      |
| 1975-1976 | Torpedo Gorki | Championnat d'URSS |    |                  |                  |                  |                  |                  |   |                      |                      |                      |                      |                      |
| 1976-1977 | Torpedo Gorki | Championnat d'URSS |    |                  |                  |                  |                  |                  |   |                      |                      |                      |                      |                      |
| 1977-1978 | Torpedo Gorki | Championnat d'URSS |    |                  |                  |                  |                  |                  |   |                      |                      |                      |                      |                      |
| 1978-1979 | Torpedo Gorki | Championnat d'URSS | 42 | 23               | 12               | 35               | 71               |                  |   |                      |                      |                      |                      |                      |
| 1979-1980 | Torpedo Gorki | Championnat d'URSS | 39 | 14               | 23               | 37               | 51               |                  |   |                      |                      |                      |                      |                      |
| 1980-1981 | Torpedo Gorki | Championnat d'URSS |    | 16               | 11               | 27               | 54               |                  |   |                      |                      |                      |                      |                      |
| 1982-1983 | Torpedo Gorki | Championnat d'URSS | 46 | 11               | 6                | 17               | 65               |                  |   |                      |                      |                      |                      |                      |
| 1983-1984 | Torpedo Gorki | Championnat d'URSS | 43 | 22               | 13               | 35               | 50               |                  |   |                      |                      |                      |                      |                      |
| 1984-1985 | Torpedo Gorki | Championnat d'URSS | 37 | 14               | 9                | 23               | 26               |                  |   |                      |                      |                      |                      |                      |
| 1985-1986 | Torpedo Gorki | Championnat d'URSS | 36 | 6                | 4                | 10               | 26               |                  |   |                      |                      |                      |                      |                      |
| 1986-1987 | Torpedo Gorki | Championnat d'URSS | 38 | 8                | 6                | 14               | 14               |                  |   |                      |                      |                      |                      |                      |
| 1987-1988 | Torpedo Gorki | Championnat d'URSS | 24 | 4                | 3                | 7                | 16               |                  |   |                      |                      |                      |                      |                      |
| 1988-1989 | Torpedo Gorki | Championnat d'URSS | 7  | 2                | 0                | 2                | 0                |                  |   |                      |                      |                      |                      |                      |
| 1988-1989 | HC Reims      | Division 1         | 25 | 36               | 31               | 67               | 30               |                  |   |                      |                      |                      |                      |                      |
| 1989-1990 | HC Reims      | Ligue Magnus       | 27 | 14               | 15               | 29               | 64               |                  |   |                      |                      |                      |                      |                      |
| 1990-1991 | HC Reims      | Ligue Magnus       | 5  | 0                | 0                | 0                | 0                | 2                | 3 | 0                    | 3                    | 12                   |                      |                      |
| 1991-1992 | HC Reims      | Ligue Magnus       | 33 | 13               | 8                | 21               | 70               |                  |   |                      |                      |                      |                      |                      |
| 1992-1993 | HC Reims      | Ligue Magnus       | 8  | 2                | 2                | 4                | 24               |                  |   |                      |                      |                      |                      |                      |
| 1993-1994 | HC Reims      | Division 1         | 7  | 1                | 9                | 10               | 0                |                  |   |                      |                      |                      |                      |                      |
| 1994-1995 | ASG Tours     | Division 2         | 11 | 9                | 14               | 23               | 34               |                  |   |                      |                      |                      |                      |                      |
| 1998-1999 | HC Reims      | Ligue Magnus       | 3  | 0                | 0                | 0                | 2                |                  |   |                      |                      |                      |                      |                      |
| 2003-2004 | Reims CH      | Division 2         | 11 | 4                | 7                | 11               | 49               |                  |   |                      |                      |                      |                      |                      |
| 2007-2008 | Reims CH      | Division 1         | 3  | 0                | 2                | 2                | 0                |                  |   |                      |                      |                      |                      |                      |
| 2014-2015 | Reims CH      | Division 1         | 1  | 0                | 0                | 0                | 2                |                  |   |                      |                      |                      |                      |                      |

### En Super Series
| Saison    | Equipe         | Ligue | PJ | B | A | Pts | Pun |
| --------- | -------------- | ----- | -- | - | - | --- | --- |
| 1976-1977 | URSS           | WHA   | 5  | 1 | 1 | 2   | 4   |
| 1977-1978 | URSS           | WHA   | 7  | 0 | 3 | 3   | 6   |
| 1978-1979 | Krylia Sovetov | LNH   | 4  | 2 | 7 | 9   | 4   |
| 1979-1980 | CSKA Moscou    | LNH   | 5  | 0 | 2 | 2   | 4   |

### En équipe nationale
| Année | Équipe | Compétition          |   | PJ | B | A | Pts | Pun                |  | Résultat |
| 1976  | URSS   | Coupe Canada         | 5 | 2  | 0 | 2 | 6   | médaille de bronze |  |          |
| 1979  | URSS   | Challenge Cup        | 3 | 1  | 0 | 1 | 2   | médaille d'or      |  |          |
| 1984  | URSS   | Jeux olympiques      | 7 | 5  | 3 | 8 | 2   | médaille d'or      |  |          |
| 1984  | URSS   | Coupe Canada         | 6 | 0  | 3 | 3 | 2   | médaille de bronze |  |          |
| 1985  | URSS   | Championnat du monde | 2 | 0  | 0 | 0 | 0   | médaille de bronze |  |          |

## Carrière d'entraîneur
Kovine a été entraîneur en France pour les clubs de Tours (1994-1995) et de Reims (1995-aujourd'hui).
- Champion de France avec le hockey club de Reims en 2000 en tant qu'entraîneur.
- Prix du meilleur entraîneur de Champagne-Ardenne en 2011.
- Vice Champion de France Junior Élite avec le Hockey Club de Reims en 1998 en tant qu'entraîneur

### Livre
1. Damien Morel, 50 ans de hockey rémois, 2015.